# Simone Piazzola

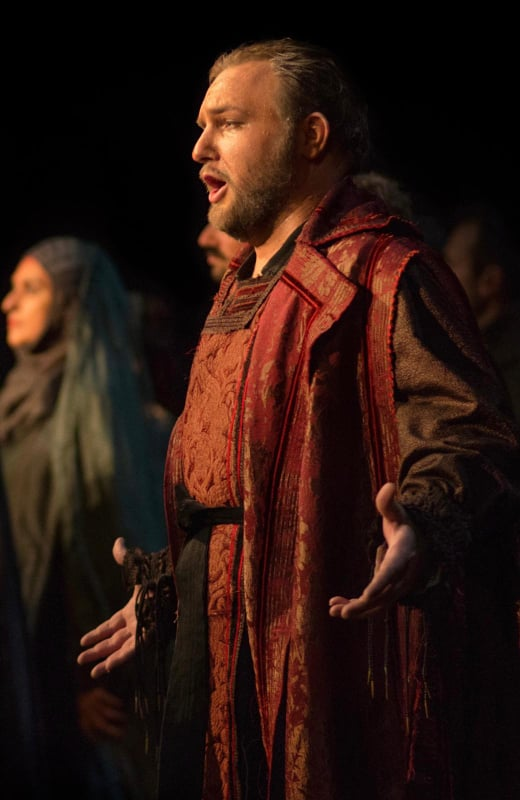
Simone Piazzola, 2014

Simone Piazzola (* 1985 in Verona) ist ein italienischer Opernsänger in der Stimmlage Bariton.

## Leben

### Jugend und Ausbildung
Piazzola begann 1996, als Elfjähriger, seine musikalische Ausbildung bei der Sopranistin Alda Borelli Morgan. Im Jahr 2004 hatte er Gelegenheit bei Konzerten, die von der Fondazione Arena di Verona organisiert wurden, mitzuwirken.

### Karriere
Erste Engagements hatte Piazzola in Umberto Giordanos Il Ré am Teatro Umberto Giordano in Foggia, in Giuseppe Verdis Rigoletto, dirigiert von Bruno Campanella, am Teatro dell’Opera in Rom sowie als Graf Luna in Verdis Il trovatore in Spoleto. Es folgte sein Debüt als Marcello in La Bohème von Giacomo Puccini am Teatro La Fenice in Venedig im Juli 2008.
Die Opernsaison 2009/2010 sah Piazzola ebenfalls als Marcello am Teatro Vittorio Emanuele in Messina. Außerdem sang er den Germont in Verdis La traviata in Verona und Florenz, den Cecil in Maria Stuarda von Gaetano Donizetti und den Sharpless in Puccinis Madama Butterfly in Venedig, Peking und Neapel. Bei einem Gala-Konzert in der Arena von Verona trat er zusammen mit Plácido Domingo auf.
In der Opernsaison 2010/2011 debütierte er am Teatro Massimo Bellini in Catania als Valentin in Faust von Charles Gounod und war unter Daniele Callegari am Teatro Massimo in Palermo in Puccinis La Bohème zu hören. In Jesi, Fermo und Treviso gab er den Germont am Teatro Regio in Parma in Verdis La traviata und am Teatro Real in Madrid den Paolo in Verdis Simon Boccanegra sowie am Teatro Massimo in Palermo den Sonora in Puccinis La fanciulla del West.
Seit Juli 2013 war Simone Piazzola in folgenden Rollen zu hören:
- als Alphonse XI in Gaetano Donizettis La favorite am Teatro Real in Madrid (2017), dem Teatro Massimo di Palermo (2019) und dem Teatro Regio di Parma (2022)
- als Amonasro in Giuseppe Verdis Aida an der Wiener Staatsoper (2016 und 2019), beim Gstaad Menuhin Festival (2017) und in der Arena di Verona (2021, 2022 und 2023)
- als De Siriex in Umberto Giordanos Fedora am Teatro Comunale di Modena (2023) und bei der Fondazione Teatri di Piacenza (2023)
- als Don Carlo in Giuseppe Verdis Ernani an der Mailänder Scala, dem Teatre Principal de Maó (2019) und dem Teatro Massimo di Palermo (2021)
- als Don Carlo di Vargas in Giuseppe Verdis La forza del destino am Palau de les Arts Reina Sofía in Valencia (2014), am Teatro Municipale Giuseppe Verdi in Salerno (2016), bei den Münchner Opernfestspielen (2017) und an der Opéra Royal de Wallonie (2021)
- als Duca di Nottingham in Gaetano Donizettis Roberto Devereux an der Bayerische Staatsoper (2017)
- als Lord Enrico Ashton in Gaetano Donizettis Lucia di Lammermoor an der Deutschen Oper Berlin (2015), der Semperoper (2017) und am Teatro Real de Madrid (2018)
- als Ernesto in Vincenzo Bellinis Il pirata am Teatro Real de Madrid (2019)
- als Ezio in Giuseppe Verdis Attila am Teatro Massimo in Palermo (2016), am Teatro Comunale di Bologna (2016) und bei der Fondazione Petruzzelli (2023)
- als Ford in Giuseppe Verdis Falstaff am Teatro Dante Alighieri in Ravenna (2013), dem Teatro Real de Madrid (2019) und beim Maggio Musicale Fiorentino (2021)
- als Giorgio Germont in Giuseppe Verdis La traviata am Teatro La Fenice (2013, 2014 und 2015), am Palau de les Arts Reina Sofía (2013), beim Macerata Opera Festival (2014), am Teatro Coccia in Novara (2014), an der Astana Opera in Kasachstan (2015), am Teatro Filarmonico in Verona (2015), am Teatro del Maggio Musicale Fiorentino in Florenz (2015), bei den Pfingstfestspielen Baden-Baden (2015), mit den Los Angeles Philharmonic (2015), an der Staatsoper Unter den Linden in Berlin (2015), an der Opéra National de Paris (2016), am Teatro Massimo di Palermo (2017), der Semperoper (2017), der Bayrische Staatsoper (2018), in der Arena di Verona (2019, 2021, 2022 und 2023), der Hamburger Staatsoper (2019), dem Royal Opera House of Muscat (2019), dem Teatro Verdi di Padova (2021), dem Teatro Massimo di Palermo (2021), der San Francisco Opera (2022), bei der Canadian Opera Company (2022), am Teatro Goldoni (2022) und dem Teatre Principal de Palma (2023)
- als Graf Luna in Giuseppe Verdis Il trovatore beim Macerata Opera Festival (2013), am Teatro alla Scala (2014), am Teatro di San Carlo in Neapel (2014), an De Nationale Opera in Amsterdam (2015), an der Staatsoper Unter den Linden (2016), beim Arena di Verona Opera Festival (2016), am Teatro dell’Opera di Roma (2017), an der Opera de Oviedo (2017), an der Deutsche Oper Berlin (2018), der New Zealand Opera (2022) und der Opera Hongkong (2023)
- als Marcello in Giacomo Puccinis La bohème am Theatro Municipal de São Paulo (2013), an der Israeli Opera in Tel Aviv (2014), beim Savonlinna Opera Festival (2016), an der Opera di Firenze (2017), am Teatro alla Scala in Mailand (2017) und der Semperoper in Dresden (2017)
- als Renato in Giuseppe Verdis Un ballo in maschera am Teatro dell’Opera di Roma (2016), an der Opéra National de Paris (2018), der Bayerischen Staatsoper in München (2018) und in der Arena di Verona (2023)
- den Rigoletto in Giuseppe Verdis Rigoletto beim Operaestate Festival Veneto (2022), beim Teatro Mario del Monaco Treviso (2022), beim Festival Mediterranea auf Malta (2023) und am Teatr Wielki (2023)
- als Rodrigo in Giuseppe Verdis Don Carlos am Teatro alla Scala (2017) und dem Teatro Real de Madrid (2019)
- als Seid in Giuseppe Verdis Il corsaro an der Fondazione Teatri di Piacenza (2018)
- als Sharpless in Giacomo Puccinis Madama Butterfly am Teatro Giuseppe Verdi in Padua (2014)
- als Silvio in Ruggero Leoncavallos Pagliacci am Teatro alla Scala (2015)
- als Simon Boccanegra in Giuseppe Verdis gleichnamiger Oper am Teatro La Fenice (2014) und an der Wiener Staatsoper (2019).

Dabei hat er mit namhaften Dirigenten zusammen gearbeitet, darunter: Paolo Arrivabeni, Daniel Barenboim, Miguel Angel Gomez Martinez, Nicola Luisotti, Diego Matheuz, Zubin Mehta, Daniele Rustioni, Myung-whun Chung, Speranza Scappucci, Daniel Oren, Asher Fisch, Gianandrea Noseda, Michel Plasson, Ivan Repusic, Jesús López-Cobos, Simone Young, Michele Mariotti und Bertrand De Billy.

## Repertoire (Auswahl)
| Komponist           | Oper                  | Rolle                          |
| ------------------- | --------------------- | ------------------------------ |
| Vincenzo Bellini    | Il pirata             | Ernesto                        |
| Gaetano Donizetti   | La favorite           | Alphonse XI                    |
| Gaetano Donizetti   | Lucia di Lammermoor   | Lord Enrico Ashton             |
| Gaetano Donizetti   | Maria Stuarda         | Lord Guglielmo Cecil           |
| Gaetano Donizetti   | Roberto Devereux      | Duca di Nottingham             |
| Umberto Giordano    | Fedora                | De Siriex                      |
| Umberto Giordano    | ll Ré                 |                                |
| Charles Gounod      | Faust (Gounod)        | Valentin                       |
| Ruggero Leoncavallo | Pagliacci             | Silvio                         |
| Giacomo Puccini     | La Bohème             | Marcello                       |
| Giacomo Puccini     | La fanciulla del West | Sonora                         |
| Giacomo Puccini     | Madama Butterfly      | Sharpless                      |
| Giacomo Puccini     | Manon Lescaut         | Lescaut                        |
| Giuseppe Verdi      | Aida                  | Amonasro                       |
| Giuseppe Verdi      | Attila                | Ezio                           |
| Giuseppe Verdi      | Don Carlos            | Rodrigo                        |
| Giuseppe Verdi      | Falstaff              | Ford                           |
| Giuseppe Verdi      | Il corsaro            | Seid                           |
| Giuseppe Verdi      | Il trovatore          | Graf Luna                      |
| Giuseppe Verdi      | La forza del destino  | Don Carlo de Vargas            |
| Giuseppe Verdi      | La traviata           | Giorgio Germont                |
| Giuseppe Verdi      | Rigoletto             | Rigoletto                      |
| Giuseppe Verdi      | Simon Boccanegra      | Paolo Albiani Simon Boccanegra |

## Auszeichnungen
- 2005: erster Preis beim „Marie Kraja“ Wettbewerb in Tirana[1]
- 2007: erster Preis beim Wettbewerb „Comunità Europea des Teatro Lirico Sperimentale“ in Spoleto[1]
- 2013: Gewinner des Abbiati-Preises[6]
- 2013: zweiter Preis sowie Publikumspreis bei Plácido Domingos Operalia Competition in Verona[6]

## Aufnahmen
- Giuseppe Verdi, La traviata mit Olga Peretyatko, Attala Ayan, Simone Piazzola und dem Balthasar-Neumann-Ensemble unter Pablo Heras-Casado (DVD)
- Giuseppe Verdi, Don Carlos mit Giacomo Prestia, Mario Malagnini, Simone Piazzola, Luciano Montanaro und dem Orchestra Regionale dell’Emilia Romagna unter Fabrizio Ventura (DVD)
- Giuseppe Verdi, Simon Boccanegra mit Leo Nucci, Roberto Scandiuzzi, Simone Piazzola (als Paolo Albiani), Paolo Pecchioli, Tamar Iveri und Francesco Meli und dem Orchester und Chor des  Teatro Regio di Parma unter Daniele Callegari (DVD)[7]